# Goerodes brieni
Goerodes brieni är en nattsländeart som beskrevs av G. Marlier 1953. Goerodes brieni ingår i släktet Goerodes och familjen kantrörsnattsländor. Inga underarter finns listade i Catalogue of Life.